# Gustavo Arcos
Gustavo Arcos Bergnes (Caibarién, Cuba, 19 de diciembre de 1926 ‐ La Habana, 8 de agosto de 2006) fue uno de los más reconocidos presos políticos de la revolución cubana disidentes.

## Biografía
En 1953 Gustavo Arcos fue uno de los asaltantes al cuartel Moncada junto a Fidel Castro y sus otros compañeros, experiencia que casi le cuesta una parálisis completa al ser alcanzado en la columna vertebral por una bala. Ya en el exilio en México, donde se preparaba para participar como expedicionario del histórico Granma, debe quedar fuera de la lista de miembros por su precaria condición de salud.
Al triunfo de la revolución Arcos deviene embajador de Cuba en Bruselas, cargo que desempeña hasta 1966. Sus posiciones críticas frente a Fidel y al rumbo que comenzaba a tomar la revolución le costó una condena de diez años de prisión. Tres años después es puesto en libertad por hacer una huelga de hambre que duró 19 días. Su condena es firmada sin haber sido hallado culpable.
Debido al grave accidente de su hijo mayor que quedó parapléjico pide permiso para salir de Cuba legalmente para visitar a su hijo que residía en Miami. Al serle negado el permiso de salida del país, Arcos junto con su hermano Sebastián intentan una salida desesperada de la isla. Detenidos fueron condenados a 8 y 7 años de prisión, respectivamente, contando en el juicio con una abogada de oficio de nacionalidad extranjera.
Una vez cumplida su sanción Gustavo Arcos junto con su hermano Sebastián presiden y dirigen el Comité Cubano pro Derechos Humanos, el cual nunca fue legalizado por el Gobierno. Muere en La Habana a los 79 años de edad el 8 de agosto de 2006. Guillermo Cabrera Infante el afamado escritor cubano del exilio y amigo personal de Gustavo Arcos en una conferencia en Londres titulada Matan a los escritores, no es verdad? dijo lo siguiente:

En los países totalitarios como Cuba lo menos que matan es a escritores. Matan a obreros, campesinos, lideres de la clandestinidad, testigos de Jehová, blancos y negros. De todo. Pero lo que menos matan es escritores. Esos se callan o se asustan y se compran su silencio con una casa y un auto y varios viajes. O se van del país como exiliados. No matan a los escritores. Matan, precisamente, a hombres como Gustavo Arcos. Matan a sus héroes.
Guillermo Cabrera Infante

"El prisionero desconocido", Infante llegó a comparar en su genial imaginación literaria a Arcos con el hombre de la máscara de hierro de Dumas, Nuestro Mártir misterioso y su terrible condena, la máscara, la bastilla perpetua son, de veras, el monumento al prisionero político desconocido.
El caso de Gustavo Arcos no fue el único caso de prisionero político olvidado en Cuba y por la prensa internacional. Mario Chanes de Armas otro preso desconocido sufrió una pena de treinta años de prisión en las cárceles cubanas convirtiéndose en el preso político más antiguo del mundo.